# De Polignacs formel
Inom talteorin är de Polignacs formel, uppkallad efter Alphonse de Polignac, en formel som ger primtalsfaktoriseringen av fakulteten n! där n ≥ 1 är ett heltal.  

## Formeln
Låt n ≥ 1 vara ett heltal. Då ges primtalsfaktoriseringen av n! av
{\displaystyle n!=\prod _{{\text{prime }}p\leq n}p^{s_{p}(n)}}
där
{\displaystyle s_{p}(n)=\sum _{j=1}^{\infty }\left\lfloor {\frac {n}{p^{j}}}\right\rfloor } (se golv- och takfunktionerna).